# George Cohen
George Reginald Cohen (22. října 1939 Londýn – 23. prosince 2022) byl anglický fotbalista, legenda klubu Fulham FC. Hrával na pozici obránce.
S anglickou reprezentací vyhrál mistrovství světa roku 1966. Na tomto šampionátu byl federací FIFA zařazen i do all-stars týmu. Celkem za národní tým odehrál 37 utkání.
Celou svou hráčskou kariéru (1956–1969) strávil v jediném klubu, ve Fulhamu.